# 金智新
金智新（1959年11月14日—），辽宁锦州人，中国采矿工程技术和安全工程管理专家。1982年毕业于辽宁阜新矿业学院采矿工程系。2006年毕业于辽宁工程技术大学管理科学与工程专业，获博士学位。2015年当选为中国工程院院士。